# Livingston Football Club
Maillots
Actualités
Le Livingston FC est un club écossais de football, fondé, sous sa forme actuelle, en 1974, évoluant depuis la saison 2018-19 en Scottish Premiership et basé à Livingston.

## Historique
- 1943 : fondation du club sous le nom de Ferranti Thistle, comme une association ouvrière à Édimbourg.
- 1974 : le club est renommé Meadowbank Thistle à la suite de son admission dans la Ligue écossaise. Ils jouaient à l'époque au Meadowbank Stadium à Édimbourg.
- 1995 : le club est renommé Livingston FC à la suite de sa relocalisation à Livingston.

### Ferranti Thistle (1943 - 1974)
Le club a été créé en 1943 sous le nom de Ferranti Thistle comme une association d'ouvriers. Ils jouaient au sein de la Ligue d'Écosse de l'Est (East of Scotland League) en étant domicilié au City Park à Édimbourg. En 1974, à la suite de la défection pour banqueroute de Third Lanark, une place se libérait dans la seconde division de la Scottish Football League. Après avoir remporté une compétition contre Hawick Royal Albert FC et Gateshead Football Club, le club a été choisi pour prendre cette place, à la suite d'un vote 21-16 contre le club Inverness Thistle FC. Cependant, en raison des règles de la Scottish Football League sur le sponsoring, Ferranti Thistle dut changer son nom pour prétendre à cette place. Après une campagne pour trouver un nouveau nom au club, menée par le Edinburgh Evening News, le nom Meadowbank Thistle fut retenu et approuvé par la Scottish Football League.

### Meadowbank Thistle (1974 - 1995)
Ayant eu très peu de temps pour construire une équipe compétitive pour la seconde division écossaise, sur les bases de l'équipe Ferranti Thistle existante, le premier manager de Meadowbank Thistle, John Bain, se retrouva face à une tâche très importante. Le club joua et perdit son premier match en compétition officielle, 0-1, en Coupe de la Ligue écossaise.
La meilleure période du club arrive à la fin des années 80. La saison 1986-1987 voit Meadowbank Thistle remporter seconde division écossaise et donc la promotion pour la première division écossaise. Ils finissent la saison suivante, leur première en première division écossaise, à la deuxième place et auraient dû gagner le droit de jouer en Premier League écossaise. Mais comme la Scottish Football League avait décidé de réduire le nombre de clubs en Premier League écossaise, seul le club ayant remporté la première division écossaise obtient la promotion.
À une autre occasion, Meadowbank Thistle eut à souffrir d'une restructuration des ligues écossaises. Le club finit la saison 1993-1994 en milieu de tableau de la première division écossaise mais fut relégué en seconde division écossaise pour cause de réduction du nombre de clubs par division. À la suite de cela, la saison suivante 1994-1995 se déroula mal et Meadowbank Thistle finit à l'avant-dernière place et fut relégué en troisième division écossaise. Ces deux relégations successives causèrent de graves difficultés financières au club qui dut faire face à une menace de banqueroute pure et simple. Ces raisons amenèrent le club à envisager de profondes modifications, notamment un changement de nom et de localisation. Meadowbank Thistle émigra donc d'Édimbourg à Livingston et s'appela donc désormais Livingston Football Club.

### Livingston Football Club (depuis 1995)

#### La course au succès
Livingston FC connut une très bonne première saison, remporta la troisième division écossaise et gagna le droit de jouer en seconde division écossaise pour la saison 1996-1997. Trois années plus tard, ils remportèrent une nouvelle promotion en remportant la seconde division écossaise à la suite de la saison 1998-1999. Une nouvelle promotion survint deux années plus tard, après avoir remporté la première division écossaise et gagna donc le droit de jouer au plus niveau national, la Premier League écossaise, après seulement six années d'existence.
La première saison au plus niveau écossais fut aussi une très bonne réussite, poursuivant ainsi la formidable progression du club. En effet, Livingston termina à la troisième place pour leur première année au sein de l'élite, battu seulement par les deux poids lourds du football écossais, les Rangers FC et le Celtic Glasgow, ce qui leur donna une qualification pour la Coupe de l'UEFA.
Au cours de cette campagne européenne, la toute première dans l'histoire du club, ils sortirent tout d'abord le club du Liechtenstein du FC Vaduz (0-0 à Livingston et 1-1 à Vaduz, règle des buts marqués à l'extérieur), avant d'être éliminé lors du tour suivant par le club autrichien du SK Sturm Graz avec un score cumulé assez impressionnant de 8-6 sur les deux matches. Leur seconde saison au sein de l'élite écossaise se termina par une honorable neuvième place.

#### Problèmes financiers et débâcle
Livingston remporta son premier trophée lors de la saison 2003-2004 en gagnant la Coupe de la Ligue écossaise après une victoire 2-0 contre Hibernian au Hampden Park, grâce à des buts de Derek Lilley et Jamie McAllister.
Cependant, des problèmes financiers freinèrent la montée en puissance du club. Le 3 février 2004, le club a été placé sous contrôle financier, et ce contrôle dura jusqu'au 13 mai 2005. Ces problèmes financiers ont été accompagnés par une baisse des résultats, notamment lors de la saison 2005-2006, où le club enchaîna 12 défaites d'affilée, ce qui cause que le manager Paul Lambert démissionna le 11 février 2006, alors que le club était classé dernier de la Premier League écossaise. Il fut remplacé par l'ancien joueur John Robertson, qui ne put sauver le club de la relégation.
La saison 2006-2007 en first division se déroula mal ce qui entraîna la démission de John Robertson, le 15 avril 2007 et son remplacement par Mark Proctor, le 22 mai 2007. Il ne resta qu'une seule année car il fut renvoyé en juin 2008 après avoir terminé la saison à la septième place. Cette saison vit aussi un changement à la tête du club, le président Pearse Flynn céda la place à un regroupement de quatre actionnaires italiens, Angelo Massone, Tommaso Bruno, Alessandro Di Mattia et Tommaso Angelini qui amenèrent avec eux un entraîneur italien, Roberto Landi, le 11 juin 2008. Celui-ci fut renvoyé cinq mois après le 1er décembre 2008. Paul Hegarty fut appelé pour le remplacer le 3 décembre et resta entraîneur jusqu'au 26 avril 2009, remplacé par John Murphy le 30 juin.
De nouveaux problèmes financiers surgirent alors, le club devant rembourser une dette au comté du West Lothian, propriétaire du stade du club, l'Almondvale Stadium. Le non-remboursement de cette dette amena le club à être placé sous contrôle financier. Le club risquait un retrait de points, une relégation administrative voire une liquidation totale du club. Finalement, avec le rachat du club par deux nouveaux propriétaires, Gordon McDougall et Neil Rankine, le 30 juillet 2009, la sanction appliquée fut la relégation administrative pour se retrouver en second division pour la saison 2009-2010. L'ancien joueur Gary Bollan a été nommé comme entraîneur.
Toutefois, la situation financière du club n'ayant pas été totalement assainie, la Scottish Football League décida à la suite une nouvelle relégation administrative, ce qui plongea le club en third division. Toutefois, le club fit appel et, en attendant le résultat de cet appel, refusa de commencer la saison en third division en ne s'alignant pas pour le premier match du calendrier, le 8 août 2009, contre East Stirlingshire. Par contre, en agissant ainsi, le club s'expose toutefois à de nouvelles sanctions administratives. Un retrait de points ou une amende de 3 000 £ sont requis mais le club échappe à toutes sanctions en appel.

#### Le redressement
Livingston FC participe donc à la Third Division et la remporte le 17 avril 2010 avec 15 points d'avance sur son second et obtient ainsi la promotion (78 points pour Livingston, 63 points pour le deuxième, Forfar Athletic, qui accompagne, à la suite des barrages de promotion, Livingston en Second Division pour la saison suivante).
La saison 2010-2011 du Livingston FC se déroule sur le même rythme que la précédente, le club survolant les débats de la Second Division. Ils terminèrent champion avec 23 points d'avance sur Ayr United, deuxième avec 59 points contre 82 pour Livingston. Deux promotions sportives en deux ans permettent au club de retrouver un niveau plus conforme à son standing, ayant donc obtenu le droit de jouer la First Division pour la saison 2011-2012.
À l'issue de la saison 2017-2018, le club est promu en Scottish Premiership. 
À l'issue de la saison 2023-2024, le club est relégué en Scottish Championship.
À l'issue de la saison 2024-2025
, le club est promu en Scottish Premiership.

## Palmarès
| Compétitions nationales | Compétitions internationales |
| - Championnat d’Écosse (0) : - Meilleur classement: . - Championnat d’Écosse de deuxième division (0) : - Meilleur classement : . - Championnat d’Écosse de troisième division (4) : - Champion en 1987, 1999, 2011 et 2017. - Championnat d’Écosse de quatrième division (2) : - Champion en 1996 et 2010. - Coupe de la Ligue d'Écosse (1) : - Vainqueur en 2004. - Finaliste en 2021. - Scottish Challenge Cup (1) : - Vainqueur en 2015 - Finaliste : 2001 - Scottish Qualifying Cup (1) : - Vainqueur en 1973 (sous le nom de Ferranti Thistle). |                              |

## Sponsors et équipementiers
| Période   | Équipementier    | Sponsor maillot     |
| --------- | ---------------- | ------------------- |
| 1995–1998 | Russell Athletic | Mitsubishi          |
| 1998–2001 | Russell Athletic | Motorola            |
| 2001–2002 | Jerzeez          | Motorola            |
| 2002–2004 | Jerzeez          | Intelligent Finance |
| 2004–2007 | Xara             | Intelligent Finance |
| 2007–2008 | Nike             | Smarter Loans       |
| 2008–2009 | Macron           | RDF Group           |
| 2009–2010 | Umbro            | Fasteq              |
| 2010–2011 | Erreà            | Fasteq              |
| 2011–2012 | Umbro            | Fasteq              |
| 2012–2013 | Adidas           | Fasteq              |
| 2013–2014 | Adidas           | Energy Assets       |
| 2014–2015 | Joma             | Energy Assets       |
| 2015–2016 | Joma             | Krafty Brew         |
| 2016–     | Joma             | Tony Macaroni       |

## Joueurs et personnalités du club

### Entraîneurs
Le tableau suivant présente la liste des entraîneurs du club depuis 1974.
| Rang | Nom               | Période                    |
| ---- | ----------------- | -------------------------- |
| 1    | John Bain         | 1974-1976                  |
| 2    | Alex Ness         | 1976-1978                  |
| 3    | Willie MacFarlane | 1978-1980                  |
| 4    | Terry Christie    | 1980-1992                  |
| 5    | Donald Park       | 1992-1994                  |
| 6    | Mickey Lawson     | 1994-1995                  |
| 7    | Jim Leishman      | 1995-1997                  |
| 8    | Ray Stewart       | 1er août 1997-15 mars 2000 |
| 9    | Jim Leishman      | 15 mars 2000-4 juin 2003   |
| 10   | Márcio Máximo     | 4 juin 2003-14 oct. 2003   |
| 11   | David Hay         | 15 oct. 2003-1er juin 2004 |

| Rang | Nom                    | Période                     |
| ---- | ---------------------- | --------------------------- |
| 12   | Allan Preston          | 4 juin 2004-25 nov. 2004    |
| 13   | Alec Cleland (intérim) | 25 nov. 2004-30 nov. 2004   |
| 14   | Richard Gough          | 30 nov. 2004-22 mai 2005    |
| 15   | Paul Lambert           | 1er juin 2005-12 févr. 2006 |
| 16   | Alec Cleland (intérim) | 12 févr. 2006-15 févr. 2006 |
| 17   | John Robertson         | 15 févr. 2006-15 avr. 2007  |
| 18   | Dave Bowman (intérim)  | 15 avr. 2007-22 mai 2007    |
| 19   | Mark Proctor           | 22 mai 2007-3 juin 2008     |
| 20   | Roberto Landi          | 11 juin 2008-1er déc. 2008  |
| 21   | Paul Hegarty           | 5 déc. 2008-27 avr. 2009    |
| 22   | David Hay (intérim)    | 25 avr. 2009-2 juil. 2009   |

| Rang | Nom                   | Période                     |
| ---- | --------------------- | --------------------------- |
| 23   | John Murphy           | 2 juil. 2009-14 août 2009   |
| 24   | Gary Bollan           | 14 août 2009-5 févr. 2012   |
| 25   | Brian Welsh (intérim) | 5 févr. 2012-14 févr. 2012  |
| 26   | John Hughes           | 14 févr. 2012-13 nov. 2012  |
| 27   | Gareth Evans          | 14 nov. 2012-28 févr. 2013  |
| 28   | Richie Burke          | 28 févr. 2013-12 sept. 2013 |
| 29   | John McGlynn          | 12 sept. 2013-déc. 2014     |
| 30   | Mark Burchill         | déc. 2014-déc. 2015         |
| 31   | David Hopkin          | déc. 2015-2018              |
| 32   | Kenny Miller          | 2018                        |
| 33   | Gary Holt             | août 2018-                  |

### Personnalités emblématiques
- Graeme Armstrong
- Gary Bollan
- Rab Douglas
- Liam Fox
- Declan Gallagher
- Craig Halkett
- Paul Lambert
- Jamie McAllister
- Marc McNulty
- Colin McMenamin
- John Robertson
- Maurice Ross
- Dave Smith
- Noel Whelan
- Marvin Andrews
- David Fernández
- Javier Sánchez Broto
- Emmanuel Dorado
- Marc Libbra
- Pascal Nouma
- Hassan Kachloul